# Brock Berlin
Brock Sterling Berlin (Shreveport, 4 luglio 1981) è un ex giocatore di football americano statunitense che ha giocato nel ruolo di quarterback nella National Football League (NFL). Al college giocò a football prima all'Università della Florida (2000-2001) e poi all'Università di Miami (2002-2004).

## Carriera professionistica
Dopo non essere stato scelto nel Draft NFL 2005, Berlin firmò con i Miami Dolphins con cui rimase fino alla stagione 2006. Dopo una breve parentesi ai Dallas Cowboys, il 17 maggio 2007 firmò con i St. Louis Rams. Disputò la prima gara come professionista partendo come titolare il 9 dicembre 2007 contro i Cincinnati Bengals in cui completò 17 passaggi su 27 tentativi per 153 yard e subendo un intercetto. La stagione successiva rimase ai Rams ma scese in campo in una sola gara contro i Chicago Bears. Il 5 settembre 2009 fu svincolato, firmando con la squadra di allenamento dei Detroit Lions con cui passò l'ultima stagione della carriera.

## Vittorie e premi
Nessuno

## Statistiche
| Yard passate  | 159  |
| Touchdown     | 0    |
| Intercetti    | 1    |
| Passer rating | 58,4 |